# Unterm Birnbaum
Unterm Birnbaum ist eine Novelle von Theodor Fontane.

## Hintergrund
Fontane verfasste die Novelle im Zeitraum von 1883 bis April 1885. Als Kriminalgeschichte galt sie in der Literaturwissenschaft lange Zeit eher als weniger gelungenes Nebenwerk Fontanes. Obwohl der Leser bereits von Beginn an die Täter und ihre Motive kennt, wird durch Einbindung psychologischer Aspekte und die genaue Schilderung des Dorfmilieus, in dem ein Verbrechen begangen wird, der Spannungsbogen aufrechterhalten und eine düstere Grundstimmung erzeugt.

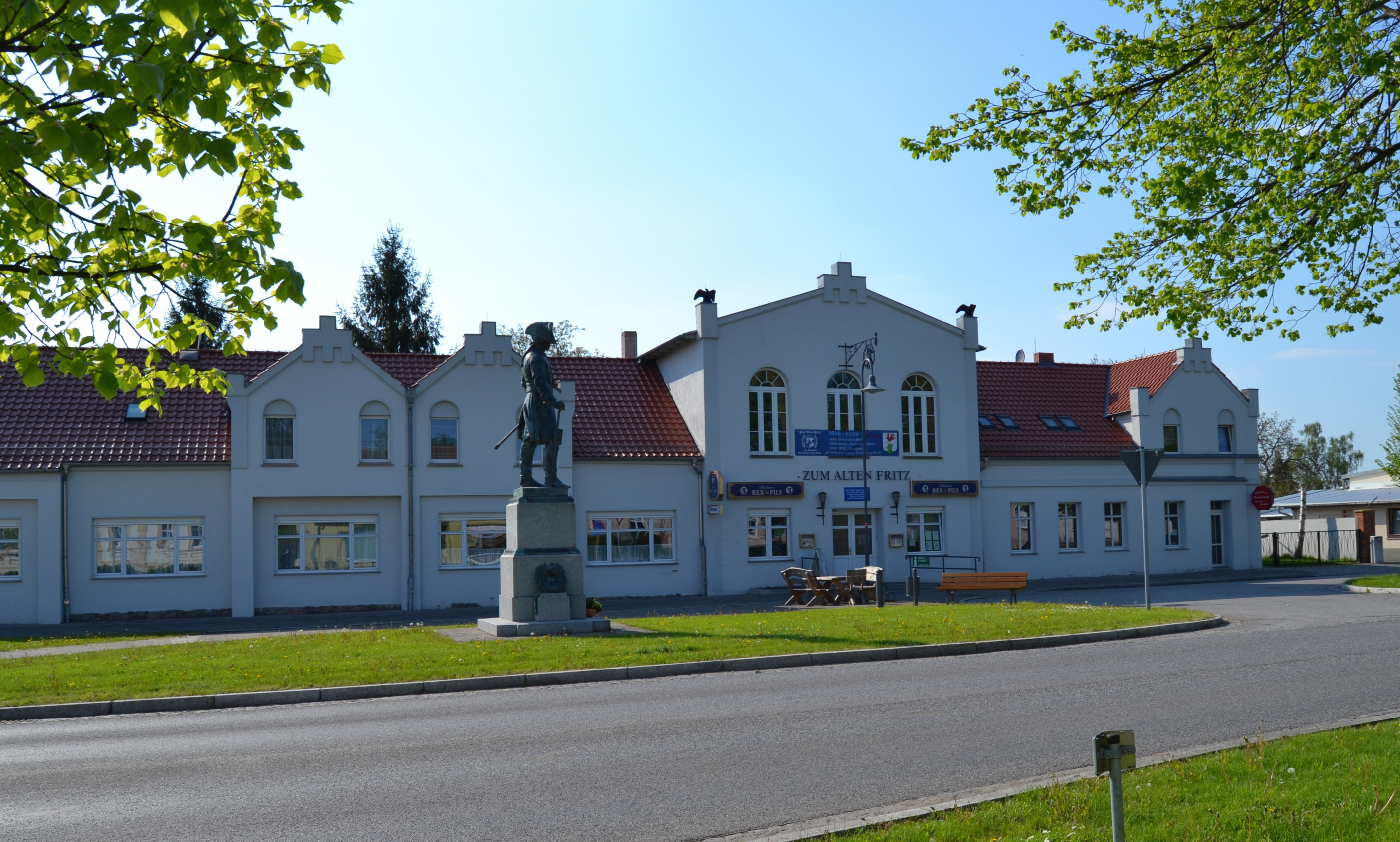
Wirtshaus Zum alten Fritz in Letschin

Mit der Geschichte eines von einem Ehepaar gemeinsam begangenen Raubmordes verarbeitet Fontane Kindheitserinnerungen – sein Vater hatte als Mitglied der Bürgergarde in Swinemünde mit ähnlichen Fällen zu tun. Eine Jahre zurückliegende Information seiner Schwester Elise über einen erschlagenen französischen Soldaten, der in Dreetz in Brandenburg vergraben worden war, weckte ebenfalls Fontanes Interesse und floss in die Handlung ein. Das Urbild des Tatortes war der Gasthof Zum alten Fritz in Letschin.
Die Novelle erschien, beginnend im August 1885, zunächst als Vorabdruck in Fortsetzungen in der Zeitschrift Die Gartenlaube. Als Buchausgabe wurde sie erstmals im November 1885 beim Verlag Müller-Grote, Berlin, als Band 23 der Groteschen Sammlung von Werken zeitgenössischer Schriftsteller publiziert. Die Erstauflage betrug 1.500 Exemplare. Außer Unterm Birnbaum schrieb Fontane noch drei weitere Geschichten, die von Verbrechen und Mord handeln: Grete Minde (1879), Ellernklipp (1881) und Quitt (1890).

## Inhaltsangabe
Abel Hradscheck, die Hauptperson, hat seit etwa zehn Jahren einen Kramwarenladen mit Wirtshaus in dem Oderbruchdorf Tschechin. Ungefähr gleich lang ist er schon mit seiner etwa vierzigjährigen Frau Ursel verheiratet. Ursel hat ein bewegtes Leben hinter sich; offenbar aus geordneten Verhältnissen stammend, wurde sie in ihrem Elternhaus, einem Gasthof, nicht wieder aufgenommen, nachdem sie eine Zeitlang unter anderem als Schauspielerin und Seiltänzerin gelebt hatte. Zufällig wurde Hradscheck, der damals gerade im Gasthaus ihres Vaters übernachtete, Zeuge dieser Szene. Sein spontaner Heiratsantrag gab seinem Leben eine unerwartete Wende: Als Zimmermannssohn hatte er zunächst das Handwerk seines Vaters gelernt und war auf Wanderschaft gezogen, hatte dann aber einen Laden in Neulewin eröffnet. Nachdem ihm ein Verhältnis mit einer Frau dort offenbar lästig geworden war, fasste er den Beschluss, nach Amerika auszuwandern (es gibt Andeutungen, dass er auch sie ermordet haben könnte). Er war auf dem Weg nach Holland, als er in der Gegend von Hildesheim die Bekanntschaft mit Ursel machte.
Ursel ist zwecks Eheschließung mit Hradscheck vom katholischen zum evangelischen Glauben übergetreten und hat deswegen beim Pfarrer Eccelius einen Stein im Brett. Die übrigen Dorfbewohner halten sie jedoch für unnahbar und hochmütig, zumal sie ihren Mann überreden konnte, bei einer Auktion mehrere Möbel zu erwerben, die in ihrer ländlichen Umgebung sehr unpassend wirken. Das Ehepaar lebt aber offensichtlich in Harmonie miteinander, obwohl seine zwei Kinder am selben Tag gestorben sind und Ursel ihrem Mann regelmäßig Vorwürfe macht, weil er zu viel trinkt und mit unglücklicher Hand spielt, weshalb auch etliche Schulden aufgelaufen sind, von denen sie offenbar zu spät erfahren hat. Als eine Firma, bei der er erhebliche Zahlungsrückstände hat, die bevorstehende Ankunft ihres Reisenden Szulski meldet und gleichzeitig darauf drängt, dass die Schulden endlich beglichen werden, sieht Hradscheck zunächst keinen Ausweg.
Doch bei Gartenarbeiten unter seinem Birnbaum stößt er zufällig auf die über 20 Jahre alte Leiche eines französischen Soldaten und hat nun eine Idee, wie er dem Schuldensumpf entkommen könnte. Er weiht seine Frau ein, der die Idee zunächst widerstrebt, die aber schließlich einwilligt. Die Hradschecks streuen das Gerücht aus, sie seien durch eine Erbschaft zu Geld gekommen. Gleichzeitig sorgt Hradscheck durch einen kleinen Wechsel und andere Geldquellen dafür, dass er Szulski, als dieser wie angekündigt aus Polen anreist, die geschuldete Summe zahlen kann. Nach einem langen Abend in der Gaststube sucht Szulski sein Zimmer mit der Weisung auf, ihn um vier Uhr am nächsten Morgen zu wecken, da er um fünf Uhr weiterfahren wolle.
In der Nacht erwacht die alte Nachbarin Jeschke durch ein Unwetter und beobachtet im Garten Hradschecks eine verdächtige Szene: Trotz des starken Sturms gräbt der Nachbar ein Loch unter dem Birnbaum, schüttet es jedoch nach kurzer Zeit wieder zu. Am nächsten Morgen täuscht – so kann der Leser ahnen – Ursel, als Szulski verkleidet, dessen Abreise vor. Wenig später werden Szulskis Wagen und seine Mütze in der Oder aufgefunden und alle glauben, der Pole sei verunglückt. Auf Grund von Verdächtigungen wird Hradscheck verhaftet; ihm kann allerdings nichts nachgewiesen werden. Die Nachbarin Jeschke plaudert nun ihre Beobachtung aus, sie habe Hradscheck in der Nacht vor Szulskis „Abreise“ etwas unter dem Birnbaum vergraben sehen. Als man daraufhin unterm Birnbaum gräbt, findet man keine frische Leiche, sondern den toten Franzosen. Hradscheck behauptet, in jener Nacht lediglich verdorbene Speckseiten vergraben zu haben, die tatsächlich an einer anderen Stelle des Gartens gefunden werden, und so kommt er wieder frei. Damit scheint sein Plan, alle zu täuschen, indem er sie von seiner Unschuld überzeugt, gelungen. Die Hradschecks fühlen sich jedoch offenkundig in dem Haus, in dem sie die Mordtat vollbracht haben, unwohl. Hradscheck lässt seinen Gasthof aufstocken und Ursel bezieht ein neues Zimmer. Kurzfristig fühlt sie sich dort wohler; sie kann aber mit der Schuld nicht leben und stirbt einige Monate später. Hradscheck fasst während der Aufstockungsarbeiten außerdem den Plan, seinen Keller höher wölben zu lassen. Als ihm der Sachverständige vorhält, es sei doch viel einfacher, stattdessen den Boden auszuschachten, um mehr Raumhöhe zu gewinnen, wehrt er entsetzt ab und lässt die ganze Sache fallen.
Die Nachbarin Jeschke realisiert nach einem Gespräch mit Hradscheck, bei dem dieser sie bedroht, dass er die Leiche im Keller verscharrt hat. Bewusst ein etwas unheimliches Image pflegend, jagt sie den Bediensteten Hradschecks Angst ein, so dass sie sich nicht mehr in den Keller wagen. Die Behauptungen, in dem Keller spuke es, werden immer weiter verbreitet.
Hradscheck will jetzt den toten Szulski, der in der Tat im Keller verscharrt liegt, aus dem Haus schaffen und in die Oder werfen. Als er sich nachts daranmacht, Szulski auszugraben, bringt er versehentlich ein Fass ins Rollen, das den Zugang zum Keller blockiert. Am nächsten Morgen wird sein lebloser Körper neben der halb ausgegrabenen Leiche Szulskis aufgefunden. Was genau zum Tod Hradschecks führte, bleibt ungeklärt.

## Verfilmungen
- 1945: Der stumme Gast, Verfilmung der UFA von Harald Braun mit René Deltgen als Matthias (entspricht Abel) und Gisela Uhlen als Lisa (entspricht Ursel)
- 1963: Unterm Birnbaum, Fernseh-Verfilmung des WDR von Gerhard Klingenberg mit Heinz Reincke als Abel und Eva Lissa als Ursel
- 1964: Unterm Birnbaum, Fernseh-Verfilmung des ZDF von Mark Lawton mit Paul Esser als Abel und Agnes Fink als Ursel
- 1973: Unterm Birnbaum, Verfilmung der DEFA von Ralf Kirsten mit Erik S. Klein als Abel und Angelika Domröse als Ursula
- 2019: Unterm Birnbaum, Fernseh-Verfilmung für das ZDF, Regie Uli Edel, Drehbuch Léonie-Claire Breinersdorfer, mit Fritz Karl als Abel und Julia Koschitz als Ursel

## Hörspiele
- 1948: Unterm Birnbaum – Nicht alle warten bis zum jüngsten Tag, Hörspielbearbeitung von Wolfgang Jäger; Regie Oskar Nitschke; Mitwirkende: Gerhard Eichwein (Ansager), Michael Konstantinow (Hradschek), Otto Schlandt (Szulski), Kurt Haars (Kunicke), Hans Lindegg (Quaas), Max Mairich (Geelhaar), Fred Goebel (Amtsrat), Walter Thurau (Totengräber), Herta Stiegler-Schmähl (Ursel), Elsa Pfeiffer (Mutter Jeschke), Margarete Röhl (Line, ihre Nichte), Klaus Ponto (Ede, Laufjunge), Grete Bennewitz-Leyrer (Male), Kurt Norgall (Vewinkel), Egon Clauder (Pastor Eccelius), Kurt Michael Sprang (Briefträger) und Kurt Condé (Schulze Weytach); Produktion: Radio Stuttgart[1]
- 1951: Unterm Birnbaum, Hörspielbearbeitung von Günter Eich; Regie Fränze Roloff; Mitwirkende: Fritz Remond (Hradschek), Hans-Martin Koettenich (Szulski), Christian Schmieder (Kunicke), Hans Kautz (Quaas), Otto Knur (Mietzel), Werner Siedhoff (Geelhaar), Walter Dennechaud (Jakob), Arthur Mainzer (Justizrat), Georg-Lars Doddenhof (Totengräber), Edith Heerdegen (Ursula Hradschek), Lotte Kleinschmidt (Die alte Jeschke), Hilde Nocker (Frau Mietzel), Lotte Rausch (Male), Else Knott (Editha) und Hans Kettler (Sprecher); Produktion: Hessischer Rundfunk[2]
- 1956: Unterm Birnbaum, Hörspielbearbeitung von Kurd E. Heyne; Regie Wolfgang Spier; Mitwirkende: René Deltgen (Hradschek), Erwin Kleist (Jakob), Kurt Beck (Szulski), Arthur Mentz (Kunicke), Heinz Schacht (Quaas), Hildegard Jacob (Frau Quaas), Kaspar Brüninghaus (Mietzel), Lilly Towska (Frau Mietzel), Alwin Joachim Meyer (Geelhaar), Walter Richter (Schulze Woytasch), Wilhelm Pilgram (Pastor Ecelius), Karl Brückel (Zimmermeister Buggenhagen), Harry Grüneke (Nachtwächter Mewissen), Horst Beilke (Justizrat), Rudolf Therkatz (Totengräber), Ursula von Reibnitz (Ursel Hradschek), Ruth Pera (Die alte Jeschke), Ludwig Thiesen (Ede), Marta Ferber (Male) und Brigitte Lebaan (Line); Produktion Westdeutscher Rundfunk[3]
- 1956: Unterm Birnbaum, Hörspielbearbeitung von Günter Eich; Regie Gert Westphal; Mitwirkende: Walter Richter (Hradschek), Heinz Klevenow (Szulski), Adalbert Kriwat (Kunicke), Alexander Hunzinger (Quaas), Gert Niemitz (Mietzel), Josef Dahmen (Geelhaar), Erik Brädt (Jakob), Erich Ponto (Justizrat), Erich Weiher (Totengräber), Edith Heerdegen (Ursula Hradschek), Trudik Daniel (Die alte Jeschke), Charlotte Kramm (Frau Mietzel), Gerda Maria Jürgens (Male) und Evelyn Schradiek (Editha); Produktion Norddeutscher Rundfunk[4]
- 1957: Unterm Birnbaum, Hörspielbearbeitung von Kurd E. Heyne; Regie Peter Arthur Stiller; Mitwirkende: Otto Preuss (Hradschek), Eileen Leibbrand (Ursel), Hans Goguel (Szulski), Gerd Berger (Bauer Kunicke), Heinrich Pinkatzky (Zimmermeister Buggenhagen), Peter Lenz (Ede), Friedrich Otto Scholz (Schulze Woytasch), Rudolf Schumann (Pastor Eccelius), Günter Stutz (Ölmüller Quaas), Doris Edler (Frau Quaas), Werner Schmitt (Nachtwächter Mewissen), Julius Theurer (Bauer Mietzel), Ernst Kösling (Geelhaar), Kurt Ehrle (Jakob), Harry Naumann (Justizrat Vowinkel), Günther Diehl (Totengräber Wonnekamp), Susanne Heym (Die alte Jeschke), Anni Theurer (Frau Mietzel), Margot Schönberger (Male) und Annegreth Ronald (Line); Produktion: Saarländischer Rundfunk[5]
- 1961: Unterm Birnbaum, Hörspielbearbeitung von Günter Eich; Regie Fritz Schröder-Jahn; Mitwirkende: Heinz Klevenow (Hradschek), Siegfried Lowitz (Szulski), Klaus W. Krause (Kunicke), Bum Krüger (Quaas), Karl Bockx (Mietzel), Wolfgang Reichmann (Geelhaar), Hans Joachim Quitschorra (Jakob), Wolfgang Büttner (Justizrat), Otto Wernicke (Totengräber), Agnes Fink (Ursula Hradschek), Tilla Durieux (Die alte Jeschke), Katharina Brauren (Frau Mietzel), Ellen Mahlke (Male) und Bruni Löbel (Editha); Produktion: Bayerischer Rundfunk / Norddeutscher Rundfunk[6]
- 1976: Unterm Birnbaum, Hörspielbearbeitung von Tom Wittgen; Regie Christa Kowalski; Mitwirkende: Erik S. Klein (Hradschek), Waltraud Kramm (Frau Ursel), Eberhard Prüter (Ede), Ruth Kommerell (Frau Jeschke), Renate Reinecke (Line), Klaus Manchen (Geelhaar), Christoph Engel (Woytasch), Ingeborg Krabbe (Frau Woytasch), Gerd Biewer (Quaas), weiter Mitwirkende N.N.; Produktion: Rundfunk der DDR[7]
- 1982: Unterm Birnbaum – 1. Teil: Der Todesfall / 2. Teil: Die Untersuchung, Hörspielbearbeitung von Michael Kottke; Regie Thomas Köhler; Mitwirkende: Hans Wyprächtiger (Hradschek), Antje Hagen (Frau Ursel), Siegfried Meisner (Kunicke), Horst Kaptur (Ede), Monika Kroll (Katja), Alfred Querbach (Mietzel), Wolfgang Reinsch (Quaas), Klaus Miedel (Justizrat Vowinkel), Dieter Eppler (Pfarer Eccelius), Horst Beilke (Schulze Woytasch), Friedrich von Bülow, Willi Schneider, Christiane Panzer, Henny Schneider-Wenzel, Maria Majewski; Produktion: Südwestfunk[8]

## Theaterstücke
- Am 28. September 2018 wurde am Theater am Rand im Oderbruch eine Bühnenfassung unter dem Titel „Gier. Unterm Birnbaum“ uraufgeführt. Regie: Christian Schmidt; Catherine Stoyan und Pascal Lalo spielen Abel und Ursel Hradschek sowie zahlreiche Nebenrollen.[9]

## Ausgaben (Auswahl)
- Theodor Fontane: Unterm Birnbaum. In: Die Gartenlaube. Heft 33–41, 1885 (Volltext [Wikisource]).
- Theodor Fontane: Unterm Birnbaum. G. Grote’sche Verlagsbuchhandlung, Berlin 1885 (= Grote’sche Sammlung von Werken zeitgenössischer Schriftsteller, Band 23) ora-web.swkk.de
- Theodor Fontane: Unterm Birnbaum. Bearb. von Christine Hehle. Berlin 1997, ISBN 3-351-03120-3 (Große Brandenburger Ausgabe, Das erzählerische Werk, Band 7).

## Sekundärliteratur
- Michael Bohrmann: Lektüreschlüssel. Theodor Fontane: Unterm Birnbaum. Reclam, Stuttgart 2001, ISBN 978-3-15-015307-9.
- Eda Sagarra: Unterm Birnbaum. In: Christian Grawe, Helmuth Nürnberger (Hrsg.): Fontane-Handbuch. Kröner, Stuttgart 2000, ISBN 3-520-83201-1, S. 554–563.
- Wulf Wülfing: „Inhumane Obrigkeitsreligion“. Zur Rolle von Kirche und Staat in Fontanes „Unterm Birnbaum“. In: Hanna Delf von Wolzogen, Hubertus Fischer (Hrsg.): Religion als Relikt? Christliche Traditionen im Werk Fontanes. Internationales Symposium veranstaltet vom Theodor-Fontane-Archiv und der Theodor Fontane Gesellschaft e. V. zum 70-jährigen Bestehen des Theodor-Fontane-Archivs Potsdam, 21. bis 25. September 2005. Königshausen & Neumann, Würzburg 2006, ISBN 978-3-8260-3545-6, S. 121–134 (Fontaneana, Band 5).